# 4.85×49mm
4.85×49mm子弹是英国为新单兵武器项目所制造的实验性中间型威力枪弹，为后来SA80系列的开发提供了重要的参考。

## 设计
4.85×49mm子弹是基于5.56×45mm NATO设计的，但是弹头直径是采用了5mm，并且弹颈要长于5.56mm。这种子弹设计之初便是为了与5.56mm M193弹竞争，所以拥有着更高的初速。子弹重约11.62克（179.3格令）.

## 历史
在二十世纪六十年代，英国尝试为7.62×51mm NATO寻找一种更加轻便与有效的弹替代品。最初，他们将研究重心放在.280英寸弹的改进上面，想将其弹颈缩小至6.3 mm（原本是.313英寸（8.0 mm））。然而在同一年代，西德的一项研究提出，理想子弹的口径应当为5mm或者更小。这项研究的结果鼓励英国改用5mm口径的子弹作为他们的实验子弹。而与此同时英国正在研发的新的步枪也需要全新的子弹来作为配合。
1970年的时候4.85×49mm还是5×44mm口径这些早期的原型是基于6.23x43mm（这是英国的另外一种实验子弹）所研制的，外形也差差不多。实际的案例便是来自变种过的5.56 NATO子弹。很快，这种子弹更名为“4.85×49mm”但是弹头直径并没有变化，依旧是5mm。

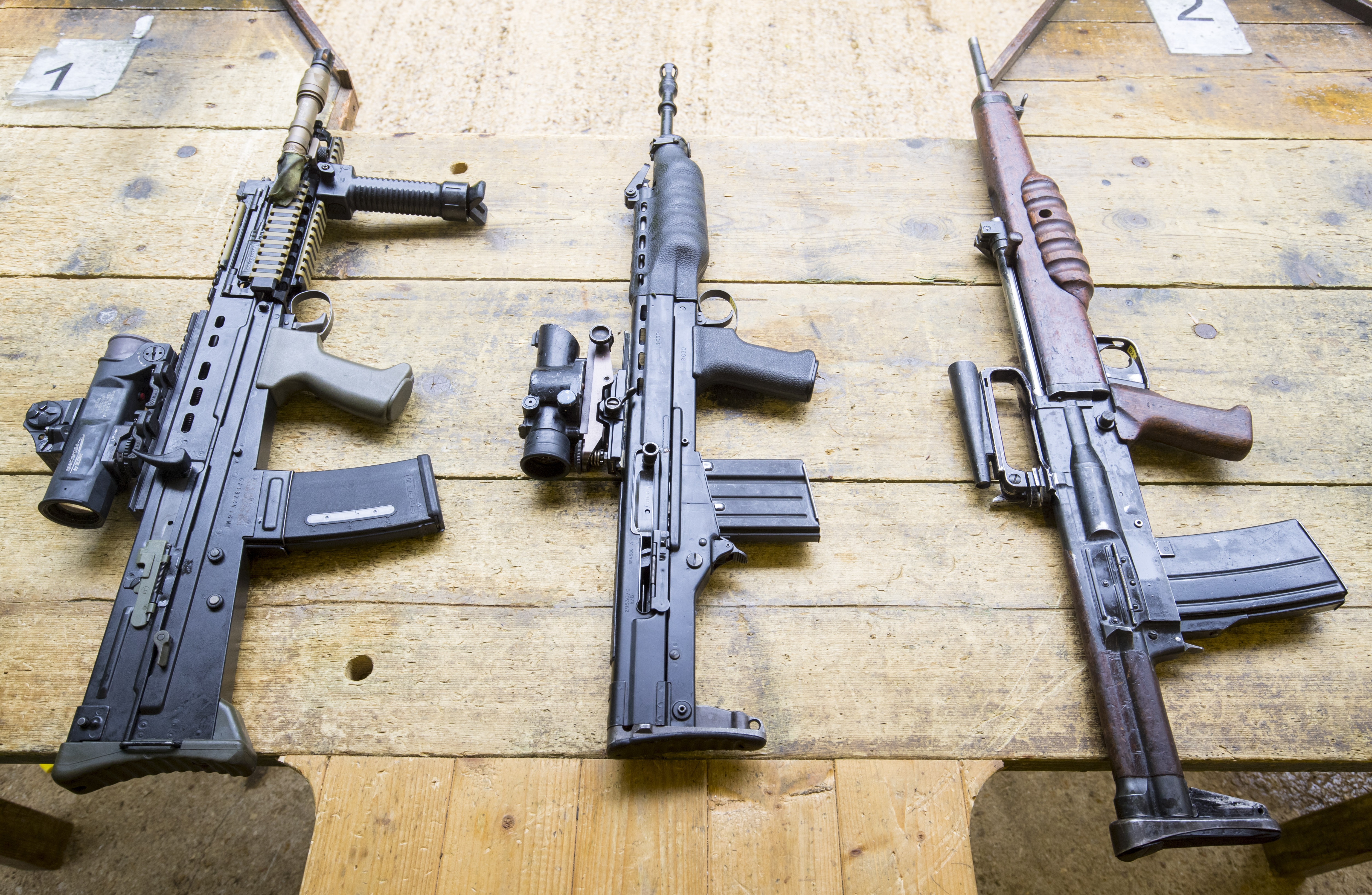
从左往右分别是使用5.56×45mm NATO的SA80-A2，实验型XL60 4.85×49mm和EM-2突击步枪（使用.280英寸弹）。

在长时间的实验下了之后，这款子弹被发现壳底存在一定的问题。为了解决这个问题弹颈被延长到了5mm，从而产生了4.85×49mm子弹。然而，在整个生产线为了新装备的生产而全面改造的时候，恩菲尔德皇家轻武器工厂需要一批量的弹药进行测试，而因为设计问题，4.85×44mm被弹颈延长到了5mm，恰好获得了这次测试的资格。
对于4.85×49mm和L64/65的测试一直进行到了七十年代。在1976年，L64/L65武器系统被正式公布。1977年，北约正在进行制式弹药与武器的招标，英国也趁此机会提交了4.85×49mm子弹。并制造了大量的XL1E1子弹和XL2E1曳光弹，以方便测试使用。此时的英国希望美国和北约可以发现4.85×49mm相较于5.56×45mm NATO的先天优势并选择采用。
当北约测试出的结论是，埃斯塔勒国营工厂所生产的5.56mm SS109有着最佳的性能，就在这个时候，4.85mm子弹的寿命也就到此为止了。在1979年，英国的实验人员正式停止了4.85mm的计划，转而使用5.56mm。随之则是XL64（IW系统）也被改造成了可以适配5.56mm的版本。
没有其他国家使用过4.85mm。

## 不同规格
4.85 mm在他短暂的研发历程中有许多不同的变种。

### 子弹
最常见的4.85 mm型号也就是XL1E1子弹，被应用在北约的测试上面。他的初速是3,115 ft/s枪口动能是1,210 ft/lbf。

### 曳光弹
4.85mm有好几种不同的曳光弹版本，XL2E1便是其中之一，同样被应用在北约的测试上面。最明显的标志就是弹头有个橙色的记号，虽然说有十几种其他的型号但也从未量产。

### 短程弹
一种被设计用来近战的子弹，用的是和4.85 mm相同的弹壳，但是发射的是白色球形塑料弹。

### 穿甲弹
穿甲弹的型号有4.85×44mm和4.85×49mm两种，但是没和普通子弹或者曳光弹一样批量生产。穿甲弹弹头下方有一条黑色环带。

## 画廊

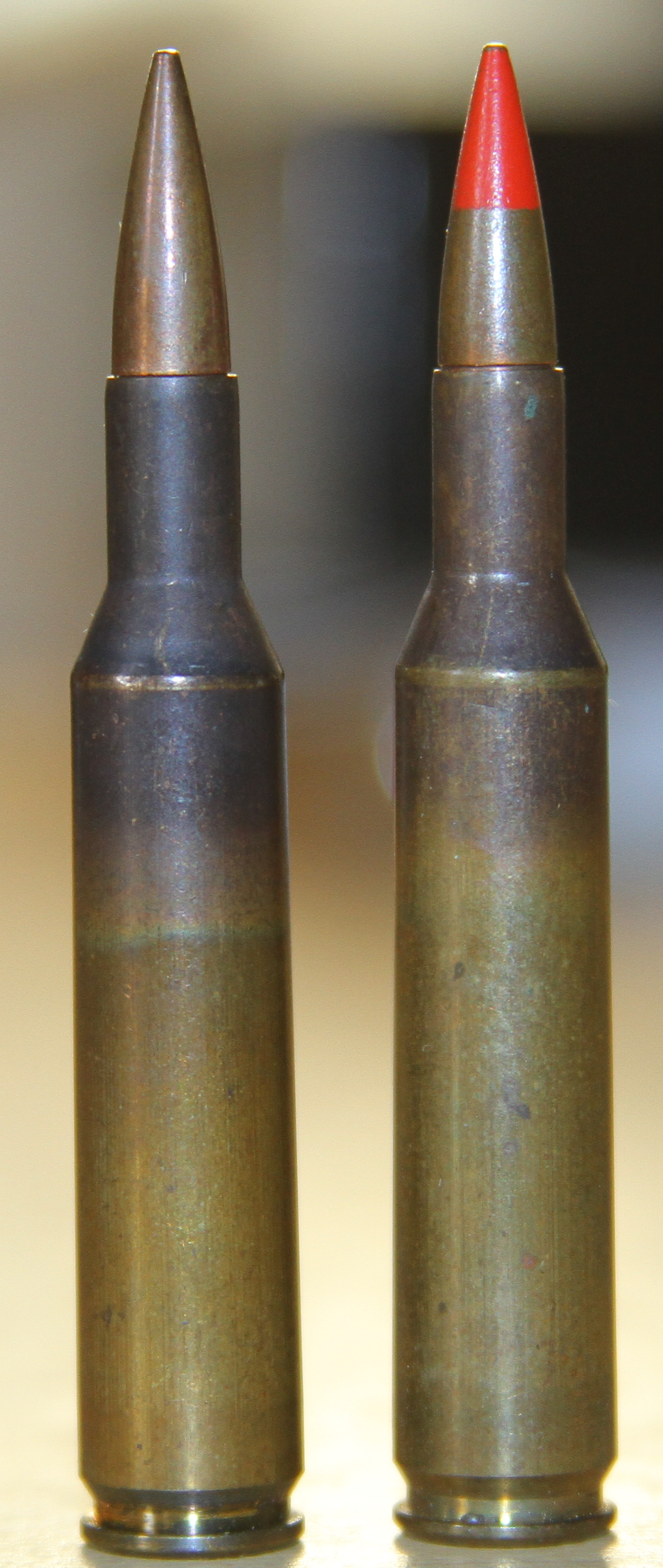
左侧是Xl1E1弹药，右侧则是XL2E1曳光弹
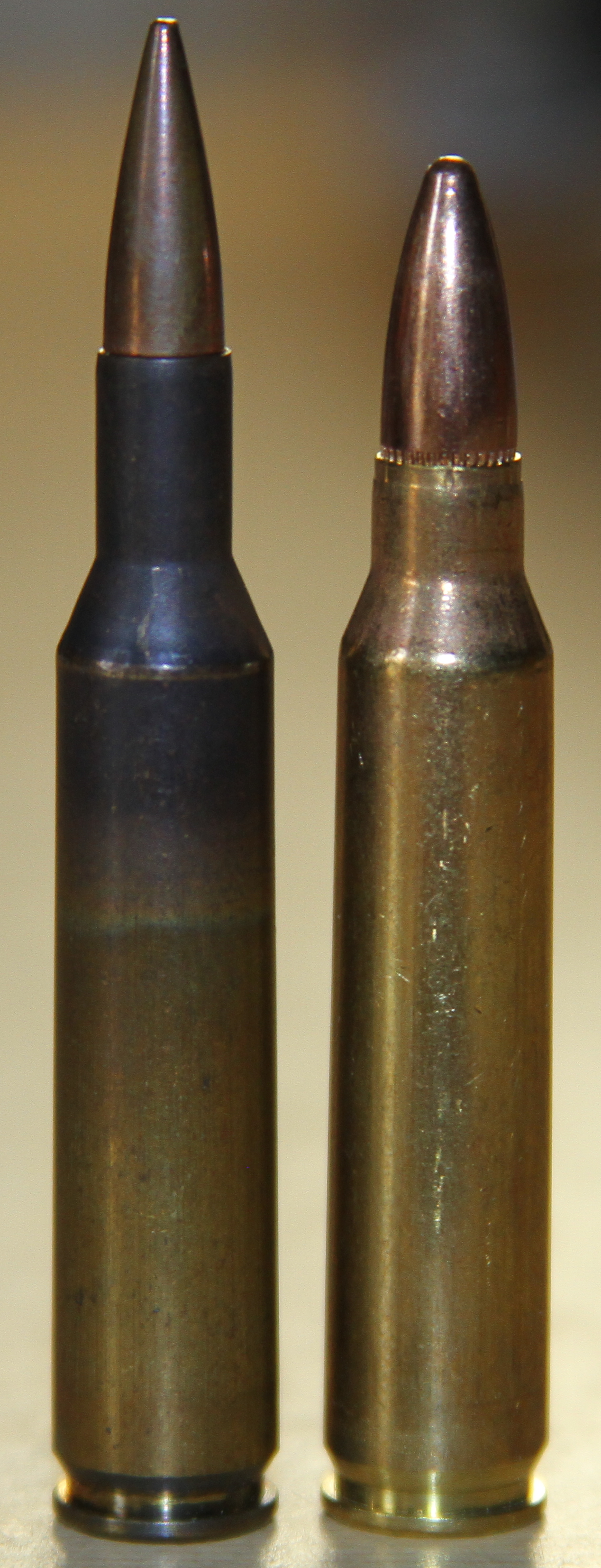
左侧是XL1E1，右侧则是.223雷明顿

## 相关资讯
- EM-2步枪
- BSA 28P步枪
- 塔登机枪
- 7.62×51mm NATO
- 6.8×43mm雷明登SPC
- 5.56×45mm NATO
- .280英寸弹